# Guerra civil peruana de 1865
La guerra civil peruana de 1865, conocida también como la Revolución Restauradora de 1865, fue un conflicto que libraron las fuerzas revolucionarias o restauradoras encabezadas por el coronel Mariano Ignacio Prado contra el gobierno del presidente Juan Antonio Pezet, debido a la debilidad que, aparentemente, demostró este gobernante para solucionar la crisis ocasionada por la Escuadra Española del Pacífico, la misma que había ocupado las islas Chincha, como prenda para exigir satisfacciones por supuestos agravios inferidos a súbditos españoles.

## Antecedentes

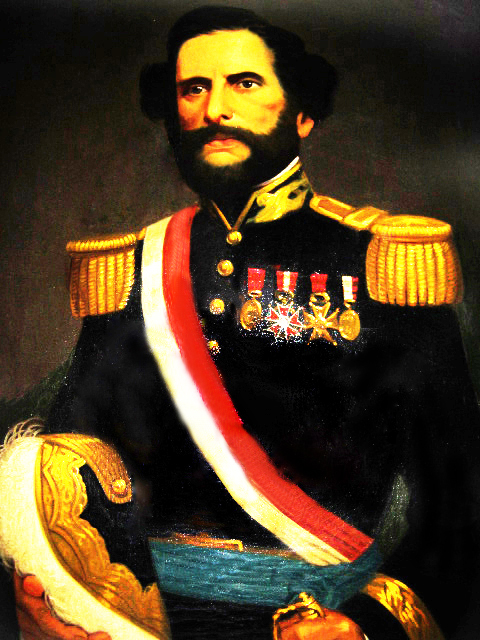
El general Juan Antonio Pezet, Presidente de la República del Perú de 1863 a 1865.

El 4 de agosto de 1863, a poco de asumir el poder el general Juan Antonio Pezet, se desató un incidente en la hacienda peruana de Talambo (cerca de Chiclayo) entre inmigrantes vascos y agricultores peruanos, como resultado del cual un español resultó muerto y otros cuatro quedaron heridos. El gobierno español decidió entonces el envío de Eusebio Salazar y Mazarredo bajo el título de Ministro de Su Majestad en Bolivia y Comisario Extraordinario para el Perú, pero el gobierno peruano, aunque aceptó entrevistarse con el enviado español, le indicó que no reconocía el cargo de Comisario Extraordinario, ya que rememoraba a la época virreinal y era impropio desde el punto de vista diplomático. Salazar rechazó entonces cualquier entrevista y marchó al encuentro de la Escuadra Española, que se hallaba surta en el Callao.
El 14 de abril de 1864, la Escuadra Española, instigada por Salazar, se dirigió a las islas Chincha, ricas en yacimientos guaneros, que fueron ocupadas por los marinos españoles. Acto seguido, el almirante español Luis Pinzón decretó un bloqueo al puerto del Callao para forzar negociaciones con el gobierno peruano. Sin embargo, sus acciones fueron observadas con mucho cuidado por el gobierno español; que si bien en un comienzo no dio su aprobación para estas acciones, finalmente decidió respaldarlas con el envío de cuatro buques de guerra. Asimismo, se decidió el reemplazo de Pinzón por el vicealmirante José Manuel Pareja.
En diciembre de 1864, una vez en territorio peruano, Pareja se enfrascó en intensas negociaciones diplomáticas con el general Manuel Ignacio de Vivanco, nombrado representante del presidente Pezet, las mismas que concluyeron el 27 de febrero de 1865 con la suscripción del Tratado de Vivanco-Pareja. El documento establecía el intercambio de embajadores, el saludo a los respectivos pabellones, la reprobación oficial a Salazar, la desocupación de las islas Chincha y el pago a España de 3 millones de pesos como indemnización por los gastos causados.
Dicho acuerdo, sin embargo, fue rechazado por un mayoritario sector de la ciudadanía peruana, pues lo consideraba muy humillante y contrario a los intereses del país. Tampoco fue aprobado por el Congreso de la República. La falta de reacción del gobierno ante esta situación generó gran indignación en todo el país, que desembocó en el estallido de una revolución nacionalista.

## Estallido de la Revolución

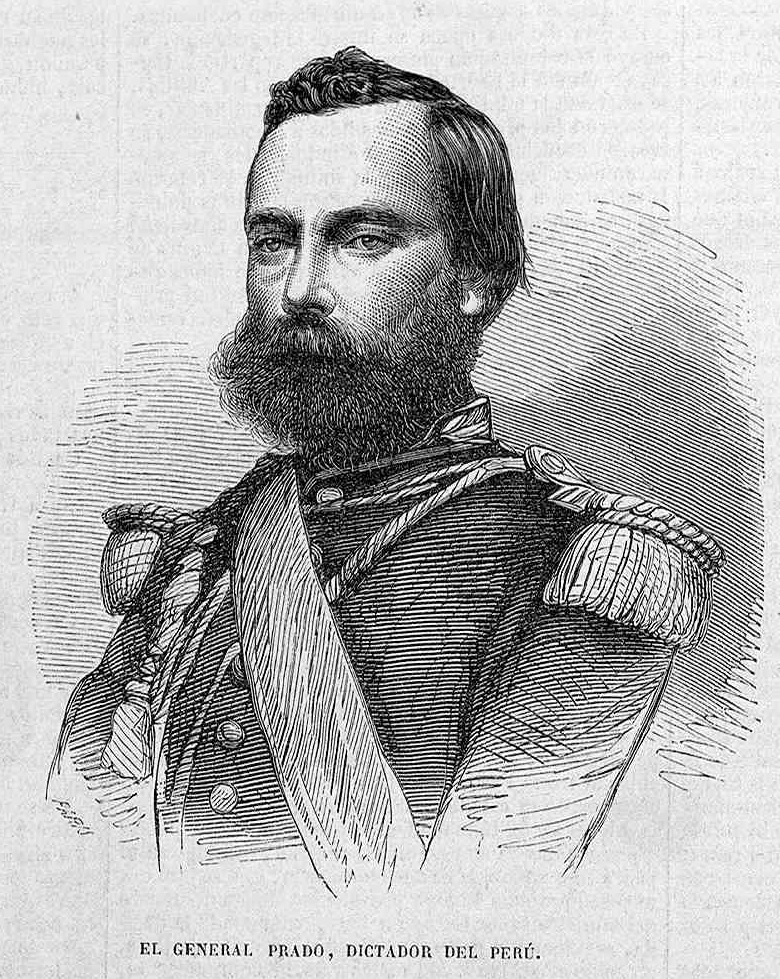
El coronel Mariano Ignacio Prado, quien se levantó contra el gobierno de Pezet.

El 28 de febrero de 1865, el coronel Mariano Ignacio Prado, que era entonces prefecto de Arequipa, inició allí una revolución nacionalista. Esta revolución adoptó el nombre de «restauradora» y sus fuerzas, el «Ejército Restaurador».
Prado marchó hacia el Cuzco y a Ayacucho a fin de dominar todo el sur peruano, preparándose así para la toma de la capital, Lima. Simultáneamente, en Chiclayo (norte del Perú), se sublevó el coronel José Balta, convergiendo igualmente su movimiento revolucionario hacia Lima.

## Desarrollo de la campaña
El 25 de abril de 1865, Prado se proclamó Jefe Supremo Provisorio. Pero los demás revolucionarios invocaron el respeto a la constitucionalidad y por eso pidieron al segundo vicepresidente del gobierno de Pezet, general Pedro Diez Canseco, que asumiera la presidencia. Éste aceptó, y desde Ayacucho, Prado se vio obligado a reconocer su autoridad, entregándole el mando del «Ejército Restaurador», el día 24 de junio.
A fines de septiembre de ese mismo año se reunieron en Chincha (sur de Lima) los dos ejércitos revolucionarios, el de Balta y el de Prado, que sumaban en total 10.000 hombres. Allí recibieron el apoyo del gobierno de Chile, porque esta nación ya se encontraba en guerra contra España, a raíz de un pliego de reclamos presentado por el almirante español José Manuel Pareja al gobierno de Chile por supuestos agravios inferidos a España. El gobierno chileno contestó declarando la guerra el 24 de septiembre, y para aunar esfuerzos con los peruanos, envió al campamento revolucionario a Benjamín Vicuña Mackenna como su representante.

## Caída de Lima
El 22 de octubre de 1865, el «Ejército Restaurador» marchó sobre Lima desde el sur. El día 27 llegó a Chilca y luego a Lurín, donde acamparon, preparándose para la entrada a la capital.
Al mando del general Pedro Diez Canseco, las fuerzas restauradoras empezaron a ingresar a la capital en la madrugada del 6 de noviembre, burlando a las tropas gobiernistas que vigilaban los contornos de la ciudad. Esta entrada se dio por la Puerta de Juan Simón, que fue abierta tras pequeña resistencia. El pueblo se unió a los revolucionarios y el Palacio de Gobierno fue atacado. Tras seis horas de lucha, la resistencia en Palacio fue vencida, siendo sometido este local al incendio y al pillaje, perdiéndose importantes archivos que se remontaban a la época virreinal. Entre los defensores de Palacio estuvo el prefecto de Lima, Francisco Diez-Canseco Corbacho, hermano de Pedro Diez Canseco. En la noche del día 7 cayó tras feroz resistencia el cuartel de Santa Catalina, donde se había parapetado el ministro de Pezet, Evaristo Gómez Sánchez. Ese mismo día, los revolucionarios entraron en el Callao, donde ya la soldadesca habían saqueado y destruido las propiedades de los extranjeros.
Pezet, que se hallaba en las afueras de Lima, al frente de sus tropas, al ver caída la capital y contrariando el deseo de sus generales, no quiso causar más derramamiento de sangre y renunció al poder, el 8 de noviembre. Acto seguido, se asiló junto con sus principales colaboradores en la corbeta británica Shear Water. Acusado por el bando vencedor de traidor y ladrón, se embarcó para Europa.

## Consecuencias
Triunfante la revolución restauradora, asumió el poder el general Pedro Diez Canseco, quien pronto perdió la popularidad, pues no adoptó decisiones rápidas y drásticas que la ciudadanía reclamaba con respecto al problema con España. Diez Canseco sostenía que era el Congreso quien debía decidir la declaratoria de guerra; aparentemente quería así ganar tiempo esperando la llegada de los nuevos buques de guerra adquiridos en Europa. Ante esta falta de definición, el 25 de noviembre de 1865 los jefes del ejército depusieron a Diez Canseco y, al día siguiente, el pueblo de Lima reunido en cabildo abierto en la Plaza de Armas proclamó Dictador al coronel Mariano Ignacio Prado.
La consecuencia principal de esta guerra civil fue pues, la instauración de la Dictadura de Prado, que declaró la guerra a España el 14 de enero de 1866 y se alió con Chile (país que ya se hallaba en guerra contra la escuadra española). Esta alianza sudamericana se hizo extensiva a Bolivia y Ecuador. El conflicto finalizó tras el Combate del Callao o del Dos de Mayo, con el retiro de la flota española (2 de mayo de 1866), que fue celebrado por las cuatro repúblicas aliadas como un triunfo que sellaba la independencia.